# Lubycza Królewska
Lubycza Królewska – miasto w województwie lubelskim, w powiecie tomaszowskim, siedziba gminy miejsko-wiejskiej Lubycza Królewska.
W latach 1975–1998 miejscowość położona była w województwie zamojskim.
Miasto położone jest na Roztoczu Wschodnim, w dawnej ziemi bełskiej, przy drodze krajowej nr 17. Według danych GUS z 31 grudnia 2019 r. Lubycza Królewska liczyła 2440 mieszkańców.
Lubycza Królewska jest siedzibą rzymskokatolickiej parafii Matki Bożej Różańcowej.

## Historia
Dawna osada wołoska. Miejscowość posiadała prawa miejskie w latach 1759–1787. Dawna własność królewska. 
W II Rzeczypospolitej wieś w powiecie rawskim w woj. lwowskim.
Przed 1939 spośród 1000 mieszkańców Lubyczy Królewskiej 90% stanowili Żydzi, natomiast w większości nieistniejących już Lubyczy Kameralnej i Lubyczy Kniazie dominowali Ukraińcy. W czasie II wojny światowej miejscowość początkowo znalazła się w granicach ZSRR, natomiast w 1941 roku wkroczyli tu Niemcy. Rankiem 4 października 1942 r. miała miejsce krwawa pacyfikacja Lubyczy Królewskiej, Lubyczy-Kniazie, Szalenika, Żyłki, przeprowadzona przez niemieckich okupantów. Niemcy zamordowali wtedy około 53 niewinnych cywilów. Pretekstem było fałszywe oskarżenie ludności cywilnej przez wachmanów z załogi niemieckiego obozu zagłady SS-Sonderkommando Belzec w Bełżcu, pilnujących koni komendanta obozu SS-Hauptsturmführera Gotlieba Heringa – o podpalenie stajni z 3 końmi. Sprawcami podpalenia byli sami pijani wachmani z obozu zagłady. Zemsta (oparta na fałszywych oskarżeniach wachmanów) komendanta niemieckiego obozu zagłady w Bełżcu Gotlieba Heringa na ludności cywilnej była krwawa. Wyruszył on na czele około 100 niemieckich strażników i wachmanów z obozu aby mordować okoliczną ludność cywilną.
W Lubyczy Królewskiej Niemcy zamordowali 24 ludzi. Część ofiar mordu została pochowana przy kościele Matki Bożej Różańcowej w Lubyczy Królewskiej. 21 lipca 1944 zdobyta przez wojska radzieckie. 
W latach 1944–1947 nacjonaliści ukraińscy z OUN-UPA zamordowali tutaj 104 Polaków, w tym kilkudziesięciu żołnierzy Wojska Polskiego i członków komisji przesiedleńczej.
W miejscowości znajduje się cmentarz żydowski o powierzchni 40 arów, kościół parafialny z 1904, neogotycki, z obrazem Matki Boskiej z Dzieciątkiem, z XVI wieku, pochodzącym z Rawy Ruskiej oraz pomnik polskich żołnierzy poległych w walkach z partyzantami Ukraińskiej Powstańczej Armii (UPA). 1 stycznia 2016 Lubycza Królewska odzyskała prawa miejskie. W granice nowo powstałego miasta włączono również miejscowości Zatyle-Osada i Dęby. 

## Oświata
W mieście znajduje się: Przedszkole Samorządowe i Szkoła Podstawowa im. generała Nikodema Sulika.

## Zabytki
- cmentarz greckokatolicki i rzymskokatolicki „Nowy”, z połowy XIX w., nr rej.: A/833 z 21.12.2007[13]
- dzwonnica drewniana przeniesiona z Teniatysk, 1754, 1988, nr rej.: A/499 z 05.06.1992[13]

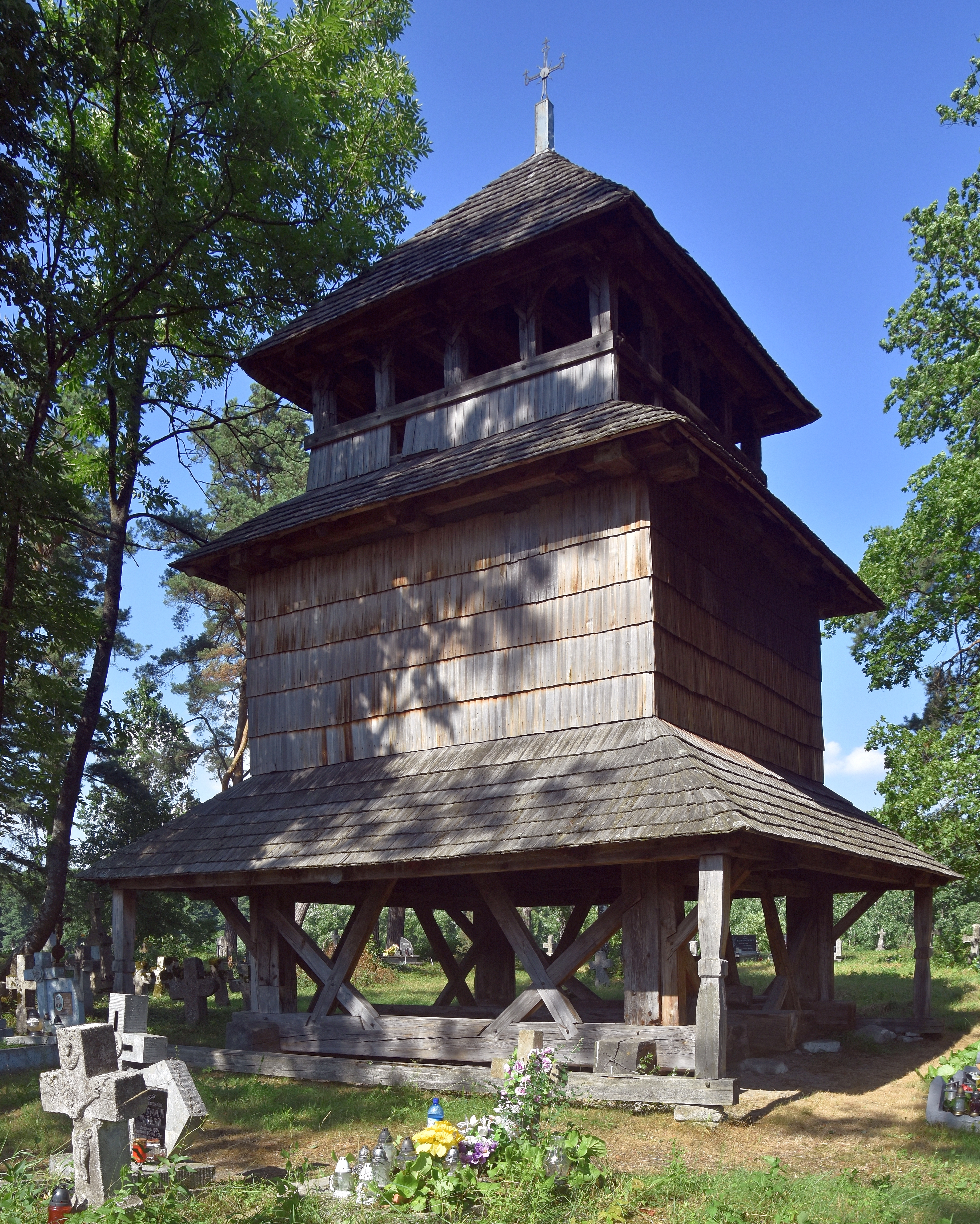
Dzwonnica z Teniatysk
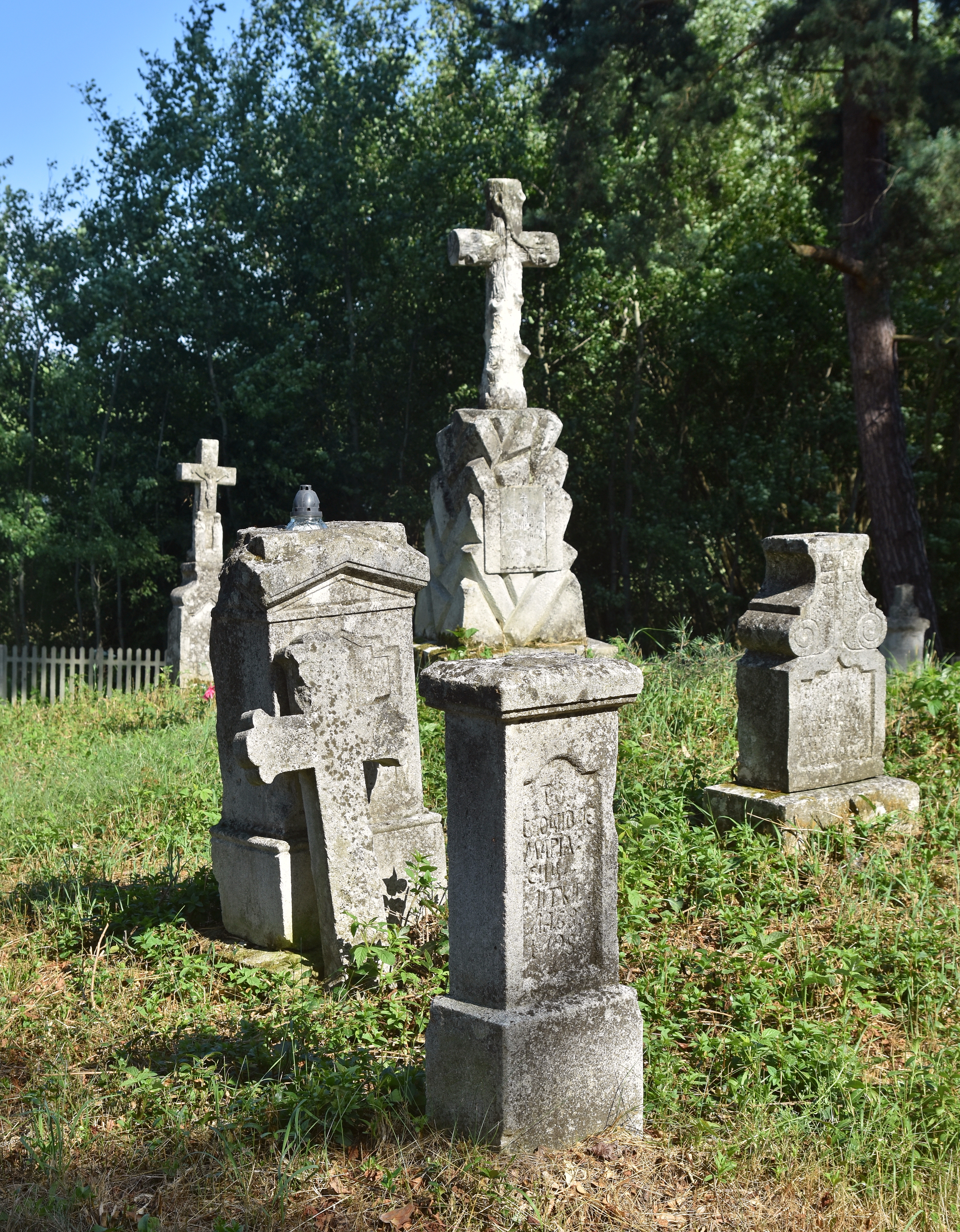
Zabytkowy cmentarz
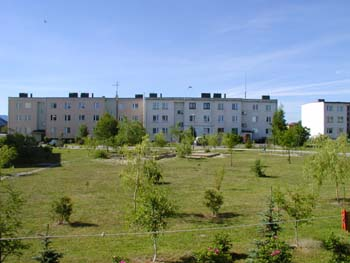
Osiedle LSM

## Sport

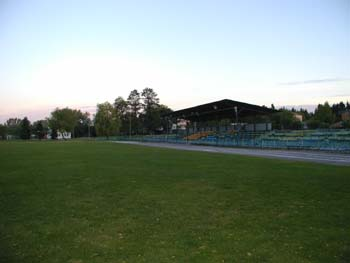
Stadion w Lubyczy Królewskiej (grudzień 2004)

- Pełna nazwa: Gminny Ludowy Klub Sportowy Granica Lubycza Królewska[14]
- Data założenia: 4 czerwca 1976
- Barwy: czerwono-zielono-niebieskie
- Adres: ul. Parkowa 4, 22-680 Lubycza Królewska
- Stadion Gminny w Lubyczy Królewskiej
  - Pojemność: 720 miejsc siedzących (224 pod dachem)
  - Boisko: 98 × 68 m
- Prezes: Rafał Hudaszek
- Trener: Marcin Parafiniuk
- W sezonie 2024/2025 występuje w klasie B w grupie Zamość II [15]
- W rundzie wiosennej sezonu 2007/2008 swoje mecze w IV lidze rozgrywał gościnnie Spartakus Szarowola.
- 23 października 2009 roku została oddana do użytku hala sportowa i boisko wielofunkcyjne[16][17].

## Wspólnoty wyznaniowe
Kościół katolicki
- parafia Matki Bożej Różańcowej

Świadkowie Jehowy
- zbór Tomaszów Lubelski [18]